# 吡咯并喹啉醌
吡咯并喹啉醌（简称为PQQ）是由J·G·豪格（J.G. Hauge）发现的在细菌中存在的继烟酰胺和黄素以外的第三种氧化还原辅因子（尽管他们事先假设它是萘醌）。安东尼与札特曼亦在醇脱氢酶中发现了这种未知的氧化还原辅因子并将它命名为“methoxatin”。